# Expect Unexpected
Expect Unexpected – czwarty studyjny album kieleckiego zespołu Ankh.

## Lista utworów
1. expect#1 - 0:53
2. the trick - 4:07
3. love supreme - 4:30
4. moonlight drive - 4:10
5. expect#2 - 0:57
6. loop slow vocal mix - 2:07
7. on the way - 3:20
8. never - 5:57
9. i want you - 4:22
10. expect#3 - 0:53
11. you and me - 3:54
12. hiding-place - 4:19
13. escape - 5:45
14. blue - 3:59
15. loop fast violin mix - 4:29
16. unexpected - 0:57

## Twórcy
- Piotr Krzemiński - gitara elektryczna, śpiew
- Michał Pastuszka - gitara elektryczna, instrumenty klawiszowe
- Adam Rain - perkusja, instrumenty perkusyjne
- Andrzej Rajski - perkusja (you and me, blue)
- Krzysztof Szmidt - gitara basowa
- Michał Jelonek - skrzypce, głos (loop fast violin mix)

Realizacja dźwięku i mastering: Michal Pastuszka i Krzysztof Doctor Szmidt